# Sulbentine
La sulbentine ou dibenzthione est un composé organique nitré et soufré utilisé comme  antifongique.